# Stazione di Castione Andevenno
Stazione di Castione Andevenno vasútállomás Olaszországban, Lombardia régióban, Castione Andevenno településen.

## Vasútvonalak
Az állomást az alábbi vasútvonalak érintik:
- Tirano–Lecco-vasútvonal

## Kapcsolódó állomások
A vasútállomáshoz az alábbi állomások vannak a legközelebb:
- Stazione di San Pietro Berbenno
- Stazione di Sondrio